# Plebiscyt Przeglądu Sportowego 1992
58. Plebiscyt Przeglądu Sportowego na najlepszego sportowca Polski bibliografia w 1992 roku.

## Wyniki
1. Waldemar Legień - judo (1 218 636 pkt.)
2. Arkadiusz Skrzypaszek - pięciobój nowoczesny (1 210 485)
3. Rafał Szukała - pływanie (772 929)
4. Andrzej Juskowiak - piłka nożna (611 034)
5. Iwona Kowalewska - pięciobój nowoczesny (540 212)
6. Artur Partyka - lekkoatletyka (495 519)
7. Krzysztof Neugebauer - karate (304 518)
8. Izabela Dylewska - kajakarstwo (288 177)
9. Wojciech Kowalczyk - piłka nożna (269 133)
10. Wojciech Bartnik - boks (258 078)